# Kora gruszkowata
Kora gruszkowata (łac. cortex piriformis, ang. piriform cortex) – struktura korowa w kresomózgowiu ssaków, zaliczana do kory dawnej (paleocortex). Charakteryzuje się prostą budową trójwarstwową, z jedną, gęsto upakowaną warstwą komórkową. Kora gruszkowata jest położona na brzusznej lub brzuszno-bocznej ścianie półkul mózgowych, w ich przedniej części.
Kora gruszkowata łączy się głównie z opuszkami węchowymi i innymi strukturami związanymi z przetwarzaniem węchowym w mózgu. Poza opuszkami węchowymi są to: przednie pole węchowe, jądro wewnątrzwęchowe, kora śródwęchowa i kora oczodołowo-czołowa. Dodatkowo, neurony piramidalne kory gruszkowatej posiadają bardzo rozległe rozgałęzienia aksonalne, docierające jednocześnie do wielu okalających ją struktur, w tym, oprócz wymienionych, do kory perirynalnej.
Kora gruszkowata jest funkcjonalnie związana przede wszystkim z układem percepcji bodźców węchowych w mózgu ssaków. Jednakże rozległość połączeń jej neuronów i zachodząca dzięki temu integracja przetwarzania sygnałów sugeruje, że być może obszar ten pełni rolę kory asocjacyjnej dla zmysłu węchu.